# Magnus III di Meclemburgo
Magnus III di Meclemburgo (Stargard, 4 luglio 1509 – Bützow, 28 gennaio 1550) è stato principe del Meclemburgo e vescovo di Schwerin.

## Biografia

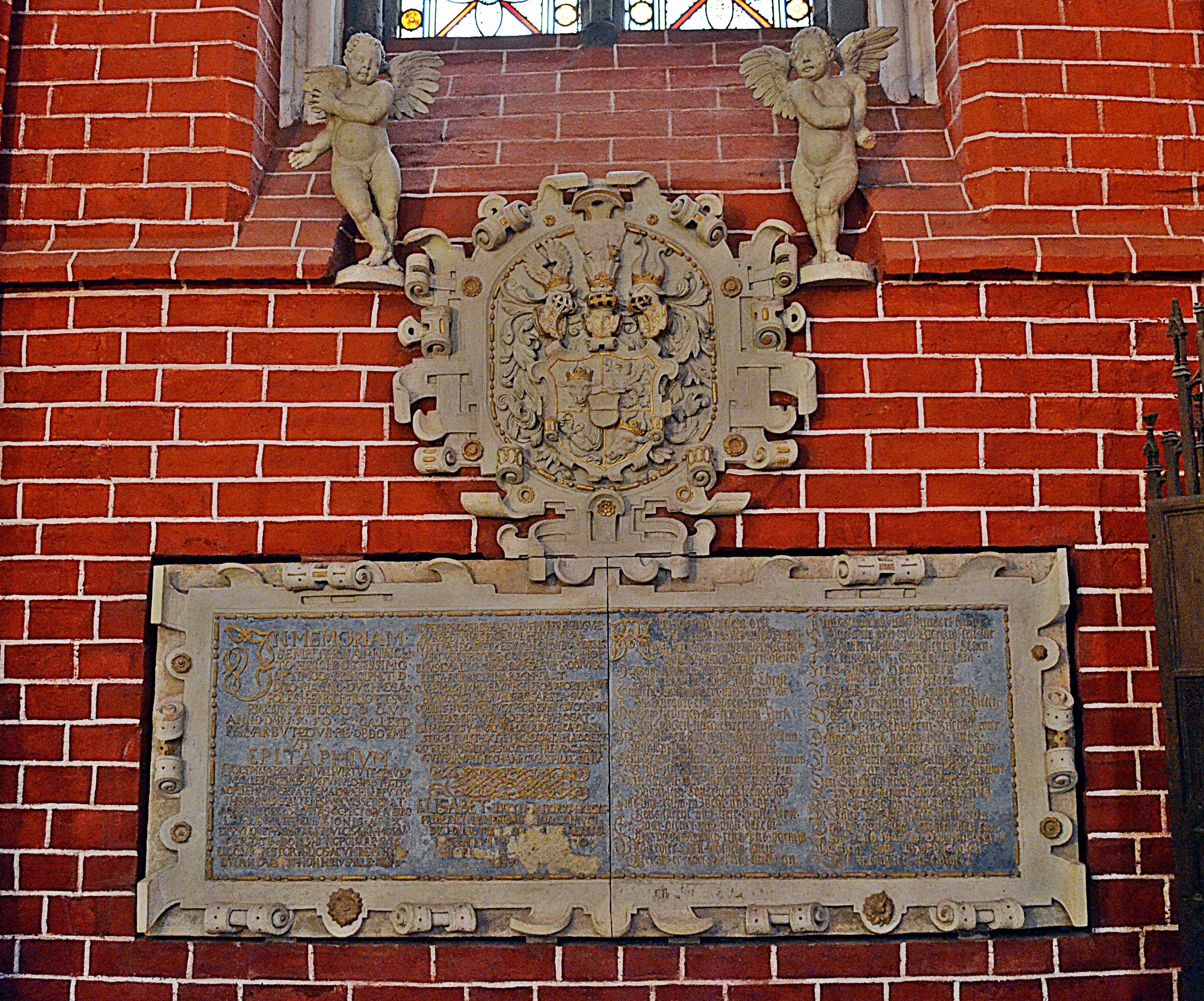
Epitaffio di Magnus III nella cappella di Pribislavo nel Duomo di Doberan

Magnus III era il figlio maggiore del duca Enrico V di Meclemburgo-Schwerin. Nonostante sia chiamato "III", in realtà non è mai diventato il terzo duca di Meclemburgo di nome Magnus, in quanto morì prima del padre e pertanto non esercitò mai il governo del Meclemburgo.
Nel 1516, quando aveva solo 7 anni, Magnus, fu nominato vescovo di Schwerin, ma per una serie di ragioni l'ordinazione episcopale formale arrivò quando aveva 27 anni. Nel 1533 aderì alla riforma protestante e fu il primo amministratore luterano del principato ecclesiastico di Schwerin.
Il 26 Agosto 1543 Magnus si sposò con Elisabetta di Danimarca. Dal matrimonio non ci furono figli.
Magnus morì il ì il 28 gennaio 1550 a Bützow e fu sepolto il 2 febbraio nel duomo di Doberan.

## Ascendenza
|                                                   |                                                      |                                                                            | Genitori                                                                     |  |  | Nonni |  |  | Bisnonni                                     |  |  | Trisnonni                                        |  |
|                                                   |                                                      |                                                                            |                                                                              |  |  |       |  |  | 8. Enrico IV, V duca di Meclemburgo-Schwerin |  |  | 16. Giovanni IV, IV duca di Meclemburgo-Schwerin |  |
|                                                   |                                                      |                                                                            |                                                                              |  |  |       |  |  | 8. Enrico IV, V duca di Meclemburgo-Schwerin |  |  | 16. Giovanni IV, IV duca di Meclemburgo-Schwerin |  |
|                                                   |                                                      | 17. Caterina di Sassonia-Lauenburg                                         |                                                                              |  |  |       |  |  | 8. Enrico IV, V duca di Meclemburgo-Schwerin |  |  |                                                  |  |
| 4. Magnus II, VI duca di Meclemburgo-Schwerin     |                                                      |                                                                            |                                                                              |  |  |       |  |  | 8. Enrico IV, V duca di Meclemburgo-Schwerin |  |  |                                                  |  |
|                                                   |                                                      | 9. Dorotea di Brandeburgo                                                  | 18. Federico I, VII principe elettore di Brandeburgo                         |  |  |       |  |  |                                              |  |  |                                                  |  |
|                                                   |                                                      | 9. Dorotea di Brandeburgo                                                  | 18. Federico I, VII principe elettore di Brandeburgo                         |  |  |       |  |  |                                              |  |  |                                                  |  |
|                                                   |                                                      | 9. Dorotea di Brandeburgo                                                  | 19. Elisabetta di Baviera-Landshut                                           |  |  |       |  |  |                                              |  |  |                                                  |  |
| 2. Enrico V, VII duca di Meclemburgo-Schwerin     |                                                      | 9. Dorotea di Brandeburgo                                                  |                                                                              |  |  |       |  |  |                                              |  |  |                                                  |  |
|                                                   |                                                      | 10. Eric II, VIII duca di Pomerania-Wolgast e X duca di Pomerania-Stettino | 20. Vartislao IX, VII duca di Pomerania-Wolgast                              |  |  |       |  |  |                                              |  |  |                                                  |  |
|                                                   |                                                      | 10. Eric II, VIII duca di Pomerania-Wolgast e X duca di Pomerania-Stettino | 20. Vartislao IX, VII duca di Pomerania-Wolgast                              |  |  |       |  |  |                                              |  |  |                                                  |  |
|                                                   |                                                      | 10. Eric II, VIII duca di Pomerania-Wolgast e X duca di Pomerania-Stettino | 21. Sofia di Sassonia-Lauenburg                                              |  |  |       |  |  |                                              |  |  |                                                  |  |
| 5. Sofia di Pomerania-Wolgast                     |                                                      | 10. Eric II, VIII duca di Pomerania-Wolgast e X duca di Pomerania-Stettino |                                                                              |  |  |       |  |  |                                              |  |  |                                                  |  |
|                                                   |                                                      | 11. Sofia di Pomerania-Stolp                                               | 22. Boghislao IX, VI duca di Pomerania-Stolp e II duca di Pomerania-Stargard |  |  |       |  |  |                                              |  |  |                                                  |  |
|                                                   |                                                      | 11. Sofia di Pomerania-Stolp                                               | 22. Boghislao IX, VI duca di Pomerania-Stolp e II duca di Pomerania-Stargard |  |  |       |  |  |                                              |  |  |                                                  |  |
|                                                   |                                                      | 11. Sofia di Pomerania-Stolp                                               | 23. Maria di Masovia                                                         |  |  |       |  |  |                                              |  |  |                                                  |  |
| 1. Magnus III di Meclemburgo-Schwerin             |                                                      | 11. Sofia di Pomerania-Stolp                                               |                                                                              |  |  |       |  |  |                                              |  |  |                                                  |  |
|                                                   | 12. Alberto III, IX principe elettore di Brandeburgo | 24. Federico I, VII principe elettore di Brandeburgo (= 18)                |                                                                              |  |  |       |  |  |                                              |  |  |                                                  |  |
|                                                   | 12. Alberto III, IX principe elettore di Brandeburgo | 24. Federico I, VII principe elettore di Brandeburgo (= 18)                |                                                                              |  |  |       |  |  |                                              |  |  |                                                  |  |
|                                                   | 12. Alberto III, IX principe elettore di Brandeburgo | 25. Elisabetta di Baviera-Landshut (= 19)                                  |                                                                              |  |  |       |  |  |                                              |  |  |                                                  |  |
| 6. Giovanni I, X principe elettore di Brandeburgo | 12. Alberto III, IX principe elettore di Brandeburgo |                                                                            |                                                                              |  |  |       |  |  |                                              |  |  |                                                  |  |
|                                                   |                                                      | 13. Margherita di Baden                                                    | 26. Giacomo I, IV margravio di Baden-Baden                                   |  |  |       |  |  |                                              |  |  |                                                  |  |
|                                                   |                                                      | 13. Margherita di Baden                                                    | 26. Giacomo I, IV margravio di Baden-Baden                                   |  |  |       |  |  |                                              |  |  |                                                  |  |
|                                                   |                                                      | 13. Margherita di Baden                                                    | 27. Caterina di Lorena                                                       |  |  |       |  |  |                                              |  |  |                                                  |  |
| 3. Ursula del Brandeburgo                         |                                                      | 13. Margherita di Baden                                                    |                                                                              |  |  |       |  |  |                                              |  |  |                                                  |  |
|                                                   |                                                      | 14. Guglielmo II, XIX langravio di Turingia                                | 28. Federico I, VI principe elettore di Sassonia                             |  |  |       |  |  |                                              |  |  |                                                  |  |
|                                                   |                                                      | 14. Guglielmo II, XIX langravio di Turingia                                | 28. Federico I, VI principe elettore di Sassonia                             |  |  |       |  |  |                                              |  |  |                                                  |  |
|                                                   |                                                      | 14. Guglielmo II, XIX langravio di Turingia                                | 29. Caterina di Brunswick-Wolfenbüttel                                       |  |  |       |  |  |                                              |  |  |                                                  |  |
| 7. Margherita di Turingia                         |                                                      | 14. Guglielmo II, XIX langravio di Turingia                                |                                                                              |  |  |       |  |  |                                              |  |  |                                                  |  |
|                                                   |                                                      | 15. Anna d'Austria                                                         | 30. Alberto II, imperatore del Sacro Romano Impero                           |  |  |       |  |  |                                              |  |  |                                                  |  |
|                                                   |                                                      | 15. Anna d'Austria                                                         | 30. Alberto II, imperatore del Sacro Romano Impero                           |  |  |       |  |  |                                              |  |  |                                                  |  |
|                                                   |                                                      | 15. Anna d'Austria                                                         | 31. Elisabetta di Lussemburgo                                                |  |  |       |  |  |                                              |  |  |                                                  |  |
|                                                   |                                                      | 15. Anna d'Austria                                                         |                                                                              |  |  |       |  |  |                                              |  |  |                                                  |  |